# Dekanat Strakonice
Dekanat Strakonice – jeden z 10 dekanatów diecezji czeskobudziejowickiej w Czechach. W jego skład wchodzi 29 parafii. 

## Lista parafii
| Lp. | Miejscowość         | Parafia                                            |
| --- | ------------------- | -------------------------------------------------- |
| 1   | Bavorov             | Parafia Wniebowzięcia Najświętszej Maryi Panny     |
| 2   | Bělčice             | Parafia Świętych Apostołów Piotra i Pawła          |
| 3   | Bílsko              | Parafia św. Jakuba Starszego Apostoła              |
| 4   | Blatná              | Parafia św. Wniebowzięcia Najświętszej Maryi Panny |
| 5   | Černívsko           | Parafia Trójcy Przenajświętszej                    |
| 6   | Čestice             | Parafia Męczeństwa św. Jana Chrzciciela            |
| 7   | Dobrš               | Parafia Zwiastowania Pańskiego                     |
| 8   | Hoštice             | Parafia Narodzenia Najświętszej Maryi Panny        |
| 9   | Chelčice            | Parafia św. Marcina                                |
| 10  | Jinín               | Parafia Wniebowzięcia Najświętszej Maryi Panny     |
| 11  | Kadov u Blatné      | Parafia św. Wacława                                |
| 12  | Katovice            | Parafia św. Filipa i św. Jakuba                    |
| 13  | Kraselov            | Parafia św. Wawrzyńca                              |
| 14  | Lnáře               | Parafia Trójcy Przenajświętszej                    |
| 15  | Lomec               | Parafia Imienia Najświętszej Maryi Panny           |
| 16  | Malenice            | Parafia św. Jakuba Starszego Apostoła              |
| 17  | Paračov             | Parafia Świętych Apostołów Piotra i Pawła          |
| 18  | Předslavice         | Parafia św. Wacława                                |
| 19  | Radomyšl            | Parafia św. Marcina                                |
| 20  | Sedlice             | Parafia św. Jakuba Starszego Apostoła              |
| 21  | Skočice             | Parafia Nawiedzenia Najświętszej Maryi Panny       |
| 22  | Strakonice          | Parafia św. Prokopa Opata                          |
| 23  | Strakonice - Podsrp | Parafia Matki Bożej Bolesnej                       |
| 24  | Střelské Hoštice    | Parafia św. Marcina                                |
| 25  | Štěkeň              | Parafia św. Mikołaja                               |
| 26  | Vodňany             | Parafia Narodzenia Najświętszej Maryi Panny        |
| 27  | Volenice            | Parafia Świętych Apostołów Piotra i Pawła          |
| 28  | Volyně              | Parafia Wszystkich Świętych                        |
| 29  | Záboří u Blatné     | Parafia Świętych Apostołów Piotra i Pawła          |